# 사카베역
사카베역(일본어: 坂部駅)은 일본 아이치현 지타군 아구이정에 위치한 나고야 철도 고와선의 철도역이다. 역 번호는 KC 07이며, 상대식 승강장 2면 2선의 구조를 갖춘 지상역이다.

## 타는 곳
| 1 | ■ 고와선 | 하행 | 지타한다 · 고와 · 우쓰미 방면 |
| 2 | ■ 고와선 | 상행 | 오타가와 · 나고야 방면        |

## 이용 현황
- 2013년 기준 : 592명

## 역 주변
- 아구이 정립 체육관

## 인접 역
| 나고야 철도 고와선           | 나고야 철도 고와선 | 나고야 철도 고와선     |
| ---------------------------- | ------------------ | ---------------------- |
| KC 06 시라사와 오타가와 방면 | ■ 고와선           | 아구이 KC 08 고와 방면 |